# Antonio Marichalar
Antonio Marichalar, IX Marqués de Montesa (Logroño, 1893 - Madrid, 1973) fue un crítico literario e historiador español. 

## Biografía
Fue colaborador del periódico El Sol y de Revista de Occidente, y consejero y redactor de la revista Escorial (1939).
Entre sus obras destacan Mentira desnuda (1933), colección de ensayos sobre arte, y la biografía Riesgo y ventura del Duque de Osuna (1930). Publicó también una edición de El cortesano de Castiglione (1942) y una biografía de Julián Romero (1952).